# Doktor Murek (serial radiowy)
Doktor Murek – polski 12-odcinkowy serial radiowy z 1978 roku wystawiony przez Teatr Polskiego Radia. Słuchowisko jest adaptacją powieści Tadeusza Dołęgi-Mostowicza pt. Doktor Murek zredukowany i Drugie życie doktora Murka z 1936 roku.
Reżyserem serialu jest Juliusz Owidzki, a autorem adaptacji Robert Długoborski. Odcinki miały premierę na falach Programu III Polskiego Radia od 11 września do 6 października 1978  w ramach cyklu "Codziennie powieść w wydaniu dźwiękowym". 
W październiku 2021 roku krótkie fragmenty serialu były emitowane przez Program I w cyklu "Lektury Jedynki".
W czasie emisji serialu radiowego trwała również produkcja serialu telewizyjnego Doktor Murek, który miał premierę w roku następnym.

## Obsada
- Roman Wilhelmi – Franciszek Murek
- Grażyna Barszczewska – Nira Horzeńska
- Joanna Jędryka – Mika Bożyńska
- Anna Szczepaniak – Tunka Czabanówna
- Halina Łabonarska – Arletka
- Ignacy Machowski – prezes Czaban, ojciec Tunki
- Wiktor Nanowski – Żurnasiewicz, szwagier Czabana
- Stanisław Zaczyk – Junoszyc, kochanek Niry
- Zdzisław Mrożewski – prezydent Niewiarowicz
- Wiesława Mazurkiewicz – Niewiarowiczowa, żona prezydenta
- Igor Śmiałowski – Horzeński, ojciec Niry
- Zofia Małynicz – Horzeńska, babcia Niry
- Jan Matyjaszkiewicz – mecenas Boczarski
- Edward Rauch – Stawski
- Andrzej Mrowiec – Sztyfel
- Krzysztof Orzechowski – Jerzy Szułowski
- Waldemar Walisiak – Piekutowski
- Marian Glinka – "Majster"
- Ryszard Bacciarelli – Lipczyński
- Danuta Nagórna – Lipczyńska
- Paweł Wawrzecki – Staszek
- Mieczysław Pawlikowski – wojewoda
- Halina Michalska – Koziołkowa
- Justyna Kreczmarowa – Relska
- i inni